# Caio Júnior
Caio Júnior, właśc. Luiz Carlos Saroli (ur. 8 marca 1965 w Cascavel, w stanie Paraná, zm. 28 listopada 2016 w La Unión) – brazylijski piłkarz, grający na pozycji napastnika, trener piłkarski.

## Kariera piłkarska

### Kariera klubowa
Wychowanek klubów Grêmio i Cascavel. W 1985 rozpoczął karierę piłkarską w Grêmio. Potem występował w Vitória de Guimarães, Estrela da Amadora, SC Internacional, CF Os Belenenses, Novo Hamburgo, Paraná Clube, XV de Piracicaba, Paulista i Iraty. W 1999 zakończył karierę w Rio Branco.

## Kariera trenerska
Karierę szkoleniowca rozpoczął w 2000 roku. Trenował kluby Paraná Clube, Cianorte, Londrina, EC Juventude, Gama, SE Palmeiras, Goiás EC, CR Flamengo, Vissel Kobe, Al-Gharafa, Botafogo, Grêmio, Al-Jazira, EC Bahia, Vitória, Criciúma i Al-Shabab.
Zginął w katastrofie samolotu LaMia Airlines 2933 pod Medellín.

## Sukcesy i odznaczenia

### Sukcesy piłkarskie
- mistrz Campeonato Gaúcho: 1985, 1986, 1987, 1994
- zdobywca Supertaça Cândido de Oliveira: 1988
- mistrz Liga de Honra: 1993
- mistrz Campeonato Paranaense: 1997

### Sukcesy trenerskie
- mistrz Kataru: 2010
- mistrz Campeonato Baiano: 2013
- zdobywca Qatari Stars Cup: 2009
- zdobywca Pucharu Prezydenta Emiratów Arabskich: 2012

### Sukcesy indywidualne
- król strzelców Campeonato Gaúcho: 1985: 15 goli
- drugi najlepszy trener Campeonato Brasileiro: 2007